# Miyamoto Tsuneichi

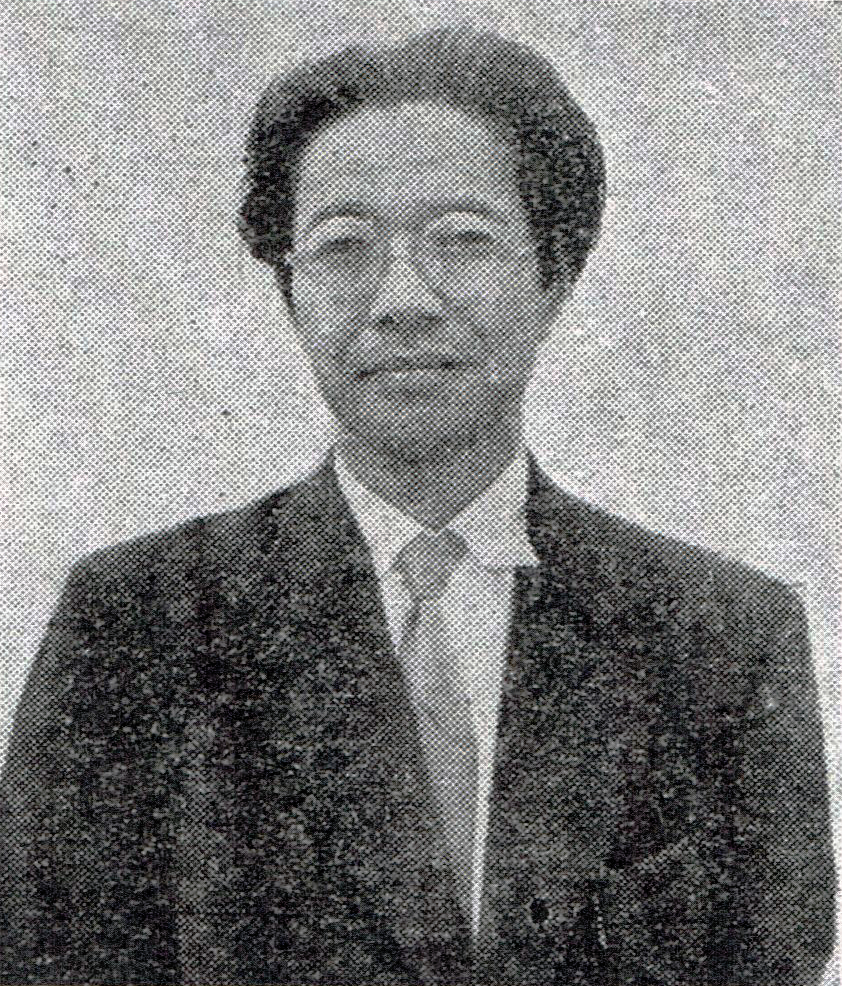
Miyamoto Tsuneichi

Miyamoto Tsuneichi (japanisch 宮本 常一; geboren 1. August 1907 in Tōwa (Präfektur Yamaguchi); gestorben 30. Januar 1981 in Fuchū, Präfektur Tokio) war ein japanischer Ethnologe.

## Leben und Wirken
Miyamoto Tsuneichi machte seinen Studienabschluss an der Pädagogischen Schule „Ōsakafu Tennōji shihan gakkō“ (大阪府天王寺師範学校). Während er als Lehrer an der „Osaka Prefectural Elementary School“ (大阪府下小学校) und der „Koriyama Junior High School“ (郡山(こおりやま)中学校) in der Präfektur Nara arbeitete, wurde er in der „Kinki Folklore Association“ (近畿民俗学会, Kinki minzoku gakkai) aktiv.
Der Volkskundler Yanagita Kunio und der Förderer der Volkskunde Shibusawa Keizō wurden auf ihn aufmerksam, und so zog Miyamoto 1939 nach Tokio. Dort wurde er Forscher am „Attic Museum“ (heute „Forschungsinstitut für japanische Volkskultur der Universität Kanagawa“) unter der Leitung von Shibusawa. Seitdem hat er im ganzen Land bis zu den entlegenen Winkeln und entfernten Inseln Japans Nachforschungen angestellt. Dabei erfasste Miyamoto mit seinen Untersuchungen soziale, wirtschaftliche und kulturelle Bereiche, womit er mit der Aufzeichnung mündlicher Überlieferungen eine neuartige Folklore-Forschung begründete.
Miyamoto befürwortete auch das Studium volkstümlicher Geräte, Reisen und Inseln. Weiter trug er zur Gründung und zum Betrieb des „National Remote Island Development Council“ (全国離島振興協議会, Zenkoku ritō shinkō kyōgikai), des „Forestry Finance Research Committee“ (林業金融調査会, Ringyō kin’yū chōsakai) und des „Japan Tourism Culture Research Institute“ (日本観光文化研究所, Nihon kankō bunka kenkyūjo) bei.
1963 promovierte Miyamoto mit dem Thema „Setonaikai no kenkyū“ (瀬戸内海の研究) – „Forschung zur Seto-Inlandsee“. Von 1964 bis 1977 wirkte er als Professor an der Kunsthochschule Musashino. Zu seinen wichtigsten Veröffentlichungen gehören
- „Wasurerareta Nihonjin“ (忘れられた日本人) – „Vergessene Japaner“ 1960,
- „Shio no michi“ (塩の道) – „Weg des Salzes“ 1985,
- „Miyamoto Tsuneichi chosaku-shū“ (宮本常一著作集) – „Miyamoto Tsuneichi Gesammelte Werke“, die in 50 Bänden und 2 Zusatzbänden von 1967 bis 2008 erschienen.

Miyamoto wurde 1981 mit dem Orden des Heiligen Schatzes Dritter Klasse ausgezeichnet.
Das „Kulturaustauschzentrum Suo-Oshima“ (周防大島文化交流センター) in Suo-Oshima beherbergt volkstümliche Materialien und Literatur, die von Miyamoto gesammelt wurden, und stellt sie zur Verfügung.